# Shelter (Automarke)
Shelter war eine niederländische Automarke.

## Unternehmensgeschichte
Arnold van der Groot aus Terborg begann 1947 mit der Entwicklung eines Automobils. 1954 wurde das erste Fahrzeug fertiggestellt, und die Kleinserienproduktion begann. 1958 endete die Produktion. Insgesamt entstanden sieben Exemplare, von denen zwei noch existieren.

## Fahrzeuge
Das einzige Modell war ein Kleinstwagen. Es war ein Dreirad, bei dem sich ein Rad hinten befand. Zunächst war ein Einbaumotor von ILO mit 200 cm³ Hubraum vorgesehen, doch später kam ein eigens entwickelter Einzylinder-Zweitaktmotor mit 228 cm³ Hubraum zum Einsatz. Der Motor war vor dem Hinterrad montiert. Die geschlossene Aluminiumkarosserie mit zwei seitlichen Türen bot Platz für zwei Personen.